# I. liga 1980-1981
L'edizione 1980/81 del campionato cecoslovacco di calcio vide la vittoria finale del Baník Ostrava OKD.
Capocannoniere del torneo fu Marián Masný dello Slovan CHZJD Bratislava con 16 reti.

## Classifica finale
|    | Classifica                        | G  | V  | N  | P  | GF | GS | DR  | Pti |
| -- | --------------------------------- | -- | -- | -- | -- | -- | -- | --- | --- |
| 1  | Baník Ostrava OKD                 | 30 | 18 | 4  | 8  | 44 | 19 | +25 | 40  |
| 2  | Dukla Praga                       | 30 | 16 | 6  | 8  | 51 | 30 | +21 | 38  |
| 3  | Bohemians ČKD Praga               | 30 | 16 | 4  | 10 | 54 | 30 | +24 | 36  |
| 4  | Sparta ČKD Praga                  | 30 | 15 | 6  | 9  | 40 | 26 | +14 | 36  |
| 5  | Lokomotíva Košice                 | 30 | 11 | 10 | 9  | 43 | 34 | +9  | 32  |
| 6  | RH Cheb                           | 30 | 12 | 8  | 10 | 41 | 36 | +5  | 32  |
| 7  | Slavia Praga                      | 30 | 13 | 6  | 11 | 40 | 48 | -8  | 32  |
| 8  | Tatran Prešov                     | 30 | 12 | 5  | 13 | 47 | 44 | +3  | 29  |
| 9  | Slovan CHZJD Bratislava           | 30 | 12 | 5  | 13 | 40 | 38 | +2  | 29  |
| 10 | Spartak TAZ Trnava                | 30 | 13 | 3  | 14 | 36 | 43 | -7  | 29  |
| 11 | Internacionál Slovnaft Bratislava | 30 | 12 | 5  | 13 | 34 | 52 | -18 | 29  |
| 12 | Zbrojovka Brno                    | 30 | 10 | 8  | 12 | 42 | 45 | -3  | 28  |
| 13 | Plastika Nitra                    | 30 | 11 | 4  | 15 | 31 | 49 | -18 | 26  |
| 14 | Dukla B.B.                        | 30 | 10 | 5  | 15 | 31 | 43 | -8  | 25  |
| 15 | Spartak ZVÚ Hradec Králové        | 30 | 10 | 5  | 15 | 31 | 43 | -8  | 25  |
| 16 | VSS Košice                        | 30 | 5  | 4  | 21 | 29 | 54 | -25 | 14  |

## Verdetti
- Baník Ostrava OKD Campione di Cecoslovacchia 1980/81.
- Baník Ostrava OKD ammessa alla Coppa dei Campioni 1981-1982.
- Bohemians ČKD Praga e Sparta ČKD Praga ammesse alla Coppa UEFA 1981-1982.
- Spartak Hradec Kralove e ZŤS Košice retrocesse.